# Jiantang
Jiantang (kinesiska: 枧塘乡, 枧塘) är en socken i Kina. Den ligger i den autonoma regionen Guangxi, i den södra delen av landet, omkring 440 kilometer nordost om regionhuvudstaden Nanning. Antalet invånare är 22460. Befolkningen består av 10 520 kvinnor och 11 940 män. Barn under 15 år utgör 19,0 %, vuxna 15-64 år 67 %, och äldre över 65 år 12,0 %.
Genomsnittlig årsnederbörd är 1 959 millimeter. Den regnigaste månaden är april, med i genomsnitt 306 mm nederbörd, och den torraste är oktober, med 47 mm nederbörd.